# 暗殺または暗殺を企図されたアメリカ合衆国大統領の一覧

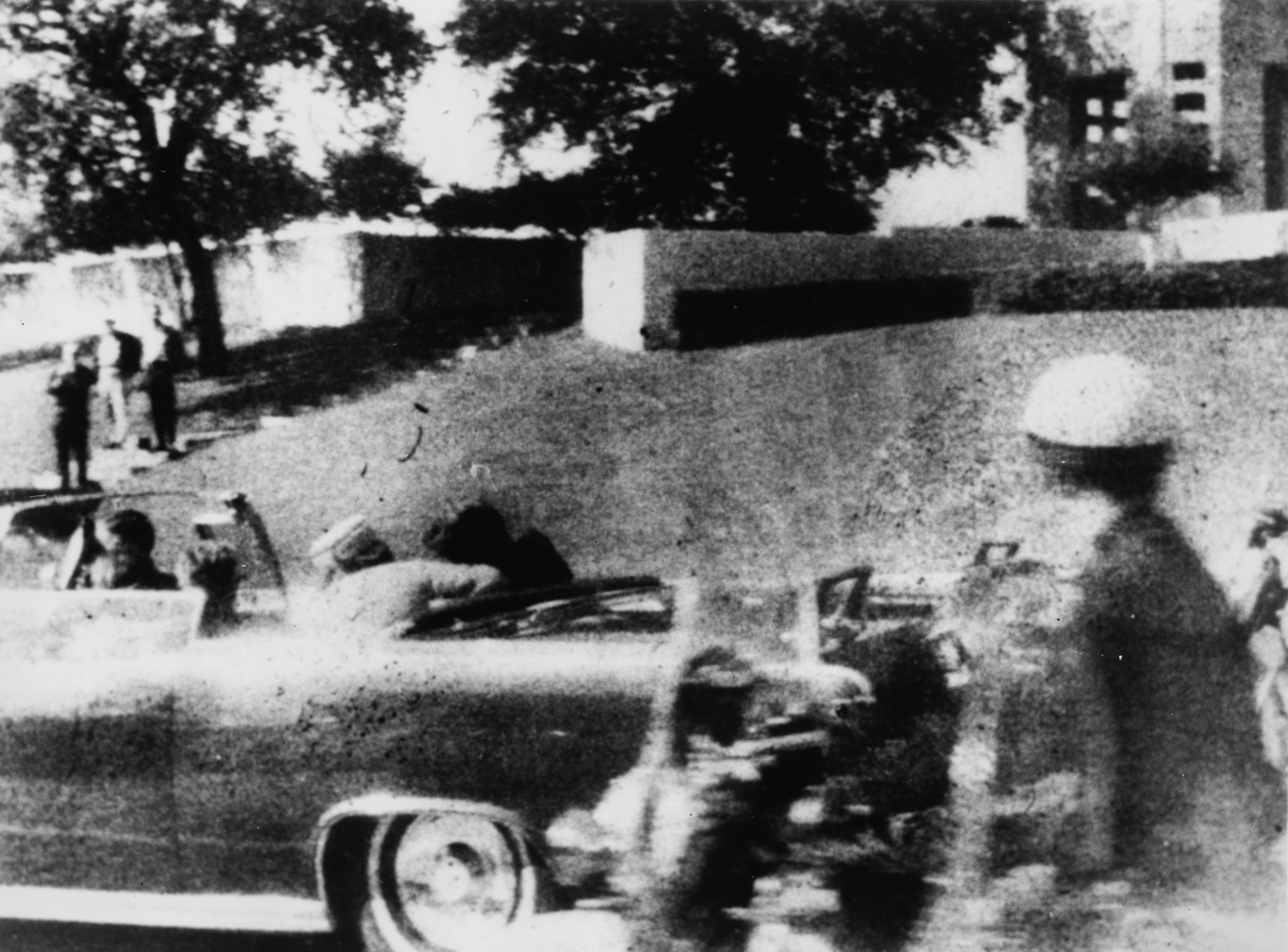
ジョン・F・ケネディが暗殺される時

本項目では、2024年12月までに起こったアメリカ合衆国大統領に対する暗殺、暗殺未遂および企図の一覧について解説する。なお大統領に選出されていない人物に対する事件については記載していない。
アメリカで暗殺を企図された最初の大統領は、第7代大統領アンドリュー・ジャクソンで、1835年1月30日に下院議事堂で行われた葬儀から出てきたところをリチャード・ローレンスが2回銃撃を図ったが、いずれも不発だったため暗殺は失敗した。
現職大統領としては、第16代エイブラハム・リンカーン、第20代ジェームズ・ガーフィールド、第25代ウィリアム・マッキンリー、第35代ジョン・F・ケネディの4人が殺害された。第40代ロナルド・レーガンは攻撃によって負傷し、生き残った唯一の例である。元大統領を含めると第26代セオドア・ルーズベルト、第45代ドナルド・トランプの2人も攻撃を受け負傷している。
大統領が死亡・負傷したこれらすべての事件において、攻撃手段は銃器が使われた。実行犯が女性だった暗殺未遂事件は2件のみで、いずれも第38代大統領ジェラルド・フォードを狙ったものであった。
多くの暗殺計画は、成功したか如何にかかわらずアメリカ政府の政策を変えたいという個人的な願望をもつ男性によって行われた。しかし、すべてに政治的な理由があるわけではなく、精神的に懸念が残り、法的に刑事責任を負えないと判断された暗殺者も数多くいる。歴史家のジェームズ・W・クラークは、ほとんどの暗殺未遂者は理性的であり、政治的な動機を持っていると示唆するが、司法省は大多数が正気ではないと主張している。一部の暗殺者、特に精神障害のある暗殺者は単独で行動したが、政治的な論議を追求し、矛盾を主張する者は共謀者の支援とともに計画を企て、実行している。彼らのほとんどは刑務所または精神病院において処刑または長期拘留され、処罰された。
暗殺された大統領の後継者となる副大統領は大統領の政党に所属しているため、大統領の死が大きな政策変更を余儀なくされることはほとんどなく、党派の対立があるときでも政治団体が連携して攻撃することは通常ない。大統領に対する暴力による脅迫は、深刻な意図なしに社会的な動向を操作したり、襲撃することで注目を得たりするために行われることが多いが、1917年以来連邦政府の重罪となっている。

## 暗殺された大統領

### エイブラハム・リンカーン

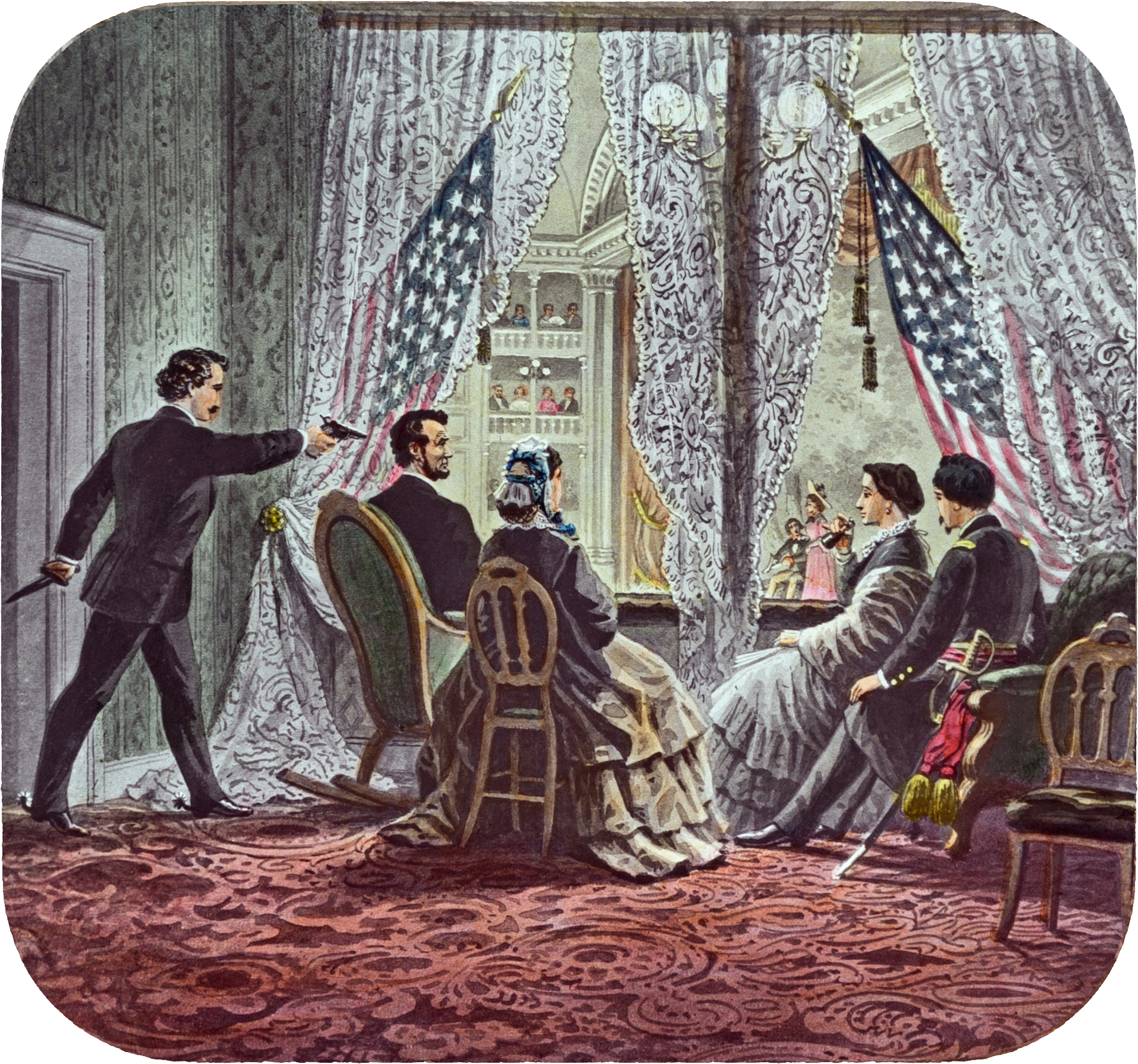
フォード劇場の大統領特等席。左から、暗殺者のジョン・ウィルクス・ブース、エイブラハム・リンカーン、メアリー・トッド・リンカーン、クララ・ハリス、ヘンリー・ラスボーン

第16代大統領エイブラハム・リンカーンは、1865年4月14日の聖金曜日午後10時15分頃、ワシントンD.C.のフォード劇場で銃によって暗殺された。暗殺者のジョン・ウィルクス・ブースは有名な俳優で、メリーランド州出身の南部同盟シンパであった。南部同盟軍には入隊しなかったものの、南部同盟のシークレットサービスに協力者がいたとされる。1864年、ブースは南軍の捕虜解放と引き換えにリンカーンを誘拐する計画を立てた後、1865年4月11日、リンカーンが黒人の投票権を推進する演説に出席した後、ブースは代わりに大統領を暗殺することを決意。大統領がフォード劇場に出席することを知ったブースは、共犯者たちと劇場でリンカーンを、副大統領アンドリュー・ジョンソンと国務長官ウィリアム・H・スワードを自宅で暗殺する計画を練った。リンカーンはフォード劇場で上演された「Our American Cousin」を鑑賞。大統領がバルコニーの特別観覧席に座り、妻のメアリー、ゲストのヘンリー・ラスボーン少佐とその婚約者クララ・ハリスの2人とともに劇を観ていると、ブースが背後から侵入。ブースは44口径のデリンジャー・ピストルをリンカーンの後頭部に向けて発砲し、リンカーンは致命傷を負った。ラスボーンは一瞬ブースと格闘したが、ブースはラスボーンを刺して逃走した。意識不明のリンカーンは医師の診察を受け、向かいのピーターセン邸に運ばれた。8時間の昏睡状態の後、4月15日午前7時22分、リンカーンは息を引き取った。
死の間際、リンカーンの呼吸が少なくなるにつれ、表情は穏やかになっていった。翌朝、リンカーンは微笑むように亡くなったという記録が残っている。歴史家で作家のリー・デービスは、死後の穏やかな表情を「この4年間で彼が初めて見せた穏やかな顔だ」と記した。財務次官マウンセル・フィールドはニューヨーク・タイムズに宛てた手紙の中で、「苦しむ様子はなく、けいれんもせず、喉も鳴らさず、ただ呼吸が止まっているだけでした。こんなに穏やかで幸せそうな大統領の顔は見たことがありません」と述べている。また、大統領秘書のジョン・ヘイは「息絶えた大統領の表情は、言葉で言い表せないほど安らかなものだった」と残している。
ブースの大統領暗殺は成功したものの、スワード国務長官への襲撃は負傷させただけで終わり、ジョンソン副大統領への襲撃は実行されなかった。12日間の逃亡の末、ブースはワシントンから約70マイル (110 km)南のバージニア州の農場で北軍兵士に発見された。ブースは投降を拒否したため、北軍騎兵ボストン・コーベットによって射殺された。その後、4人の共犯者が暗殺に関与したとして絞首刑に処された。

### ジェームズ・ガーフィールド

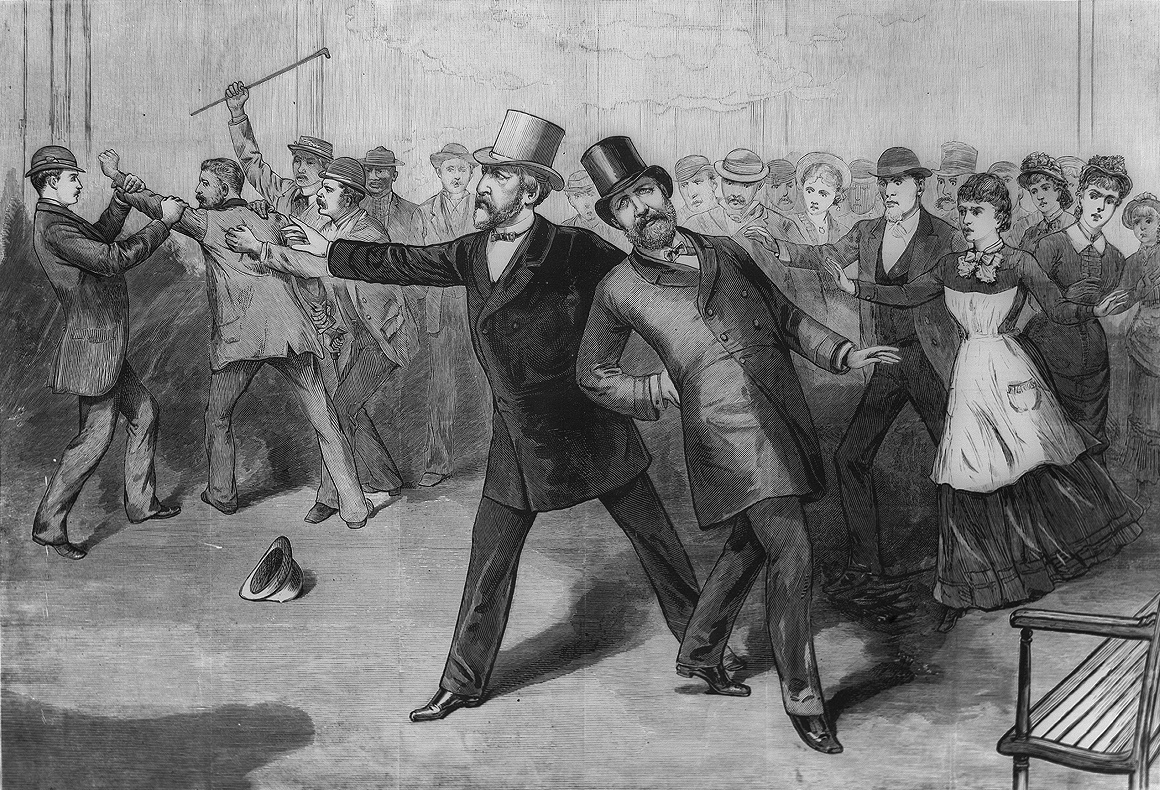
撃たれたジェームズ・ガーフィールド大統領（中央右）と、大統領をかばうジェイムズ・G・ブレイン国務長官（中央左）。襲撃犯のチャールズ・J・ギトー（左奥）は群衆によって捕らえられている。

第20代大統領ジェームズ・ガーフィールドは、就任から4か月も経たない1881年7月2日土曜日午前9時20分、ワシントンD.C.のボルチモア・アンド・ポトマック鉄道駅で襲撃された。ガーフィールドが駅に着くと、作家で弁護士のチャールズ・J・ギトーが.442ウェブリー弾を装填した回転式拳銃（ブリティッシュ・ブルドッグ・リボルバー）でガーフィールドを2発撃ち、1発は肩をかすめ、もう1発は背中に命中した。ガーフィールドは銃撃の痛みと苦しみに耐え続けたが、9月19日午後10時35分に死亡した。銃弾がガーフィールドの体内に残っており、医師らが消毒していない指や器具で傷口を探っていたため、医原性感染症による合併症が死因となった。
ギトーはただちに逮捕された。同年11月14日から翌年1月25日まで続いた裁判は大々的に報道され、ギトーは死刑を宣告された。ギトーの上訴は棄却され、銃撃からほぼ1年後となる1882年6月30日にワシントンで絞首刑に処された。裁判や検死において、ギトーは精神異常か神経梅毒の影響を受けていたと診断された。ギトーは、自身がフランス大使に任命されなかったことに失望してガーフィールドを撃ったと主張した。1880年の大統領選でギトーは共和党の応援演説を執筆しており、ガーフィールドの当選は自身の手柄だと思い込んでいた。

### ウィリアム・マッキンリー

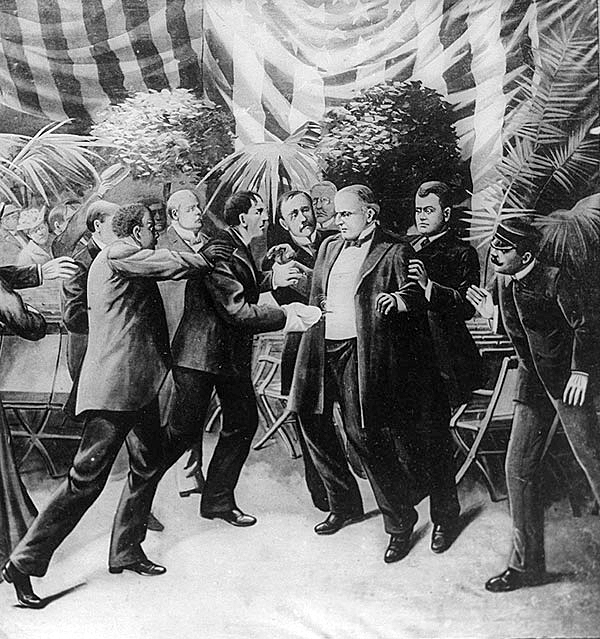
レオン・チョルゴッシュはハンカチで拳銃を隠し、ウィリアム・マッキンリー大統領を襲った。

第25代大統領ウィリアム・マッキンリーは、1901年9月6日金曜日午後4時7分、ニューヨーク州バッファローのテンプル・オブ・ミュージックで銃撃を受けた。パンアメリカン博覧会に出席していたマッキンリーは、無政府主義者レオン・チョルゴッシュがハンカチの下に隠していた回転式拳銃（.32口径アイバージョンソンセーフティオートマチック）から発射された2発の銃弾を腹部に至近距離で受けた。1発目の弾丸はマッキンリーの上着のボタンか勲章で跳ね返って袖に突き刺さり、2発目は胃を貫通した。治療を受けたマッキンリーは回復していると思われたが、傷口の周囲に壊疽が起こって容態が悪化。9月14日午前2時15分に死亡した。
ジェームズ・ベンジャミン・パーカーをはじめとした群衆はチョルゴッシュの身柄を確保した。続いて第4旅団、州兵通信隊、警察なども加勢しチョルゴッシュに激しく暴行を加えた。このためチョルゴッシュは裁判まで生存できないのではと思われていた。9月24日、2日間にわたる裁判で自己弁護を拒否したチョルゴッシュは有罪となり、死刑が言い渡された。10月29日、オーバーン刑務所で電気椅子による死刑が執行された。チョルゴッシュの動機は政治的な理由であったが、犯行がどのような結果をもたらすと考えていたかは不明である。
マッキンリーの死後、連邦議会はシークレットサービスの任務に大統領の警護を追加した。

### ジョン・F・ケネディ

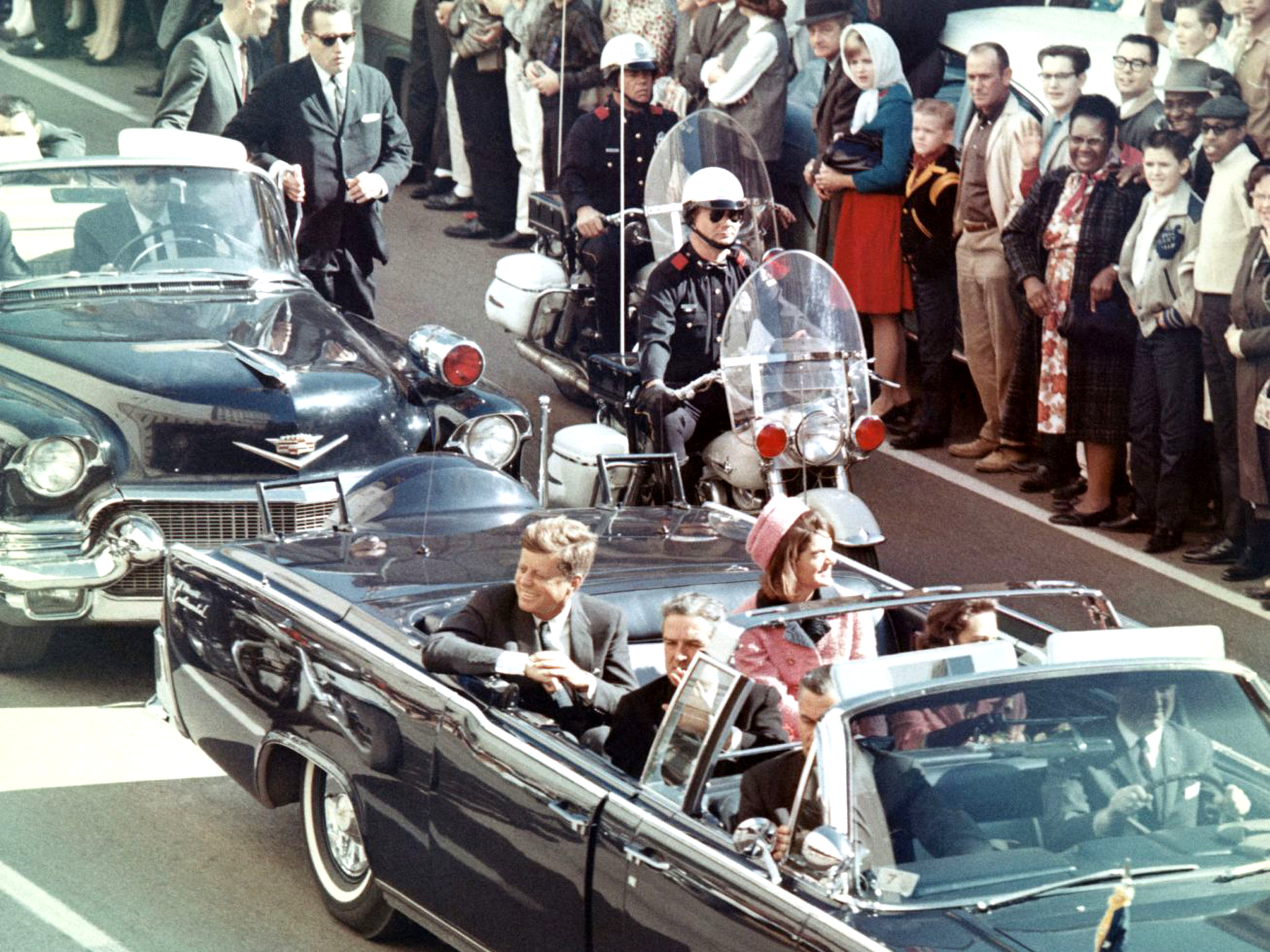
暗殺数分前のジョン・F・ケネディ大統領。左隣に妻ジャクリーンが、1列前にはテキサス州知事ジョン・コナリーとその妻ネリーが同乗している。

第35代大統領ジョン・F・ケネディの暗殺は、1963年11月22日金曜日午後0時30分、テキサス州ダラスのディーリー・プラザで行われたパレードの最中に起きた。ケネディは妻のジャクリーン・ケネディ、テキサス州知事ジョン・コナリー、コナリーの妻ネリーとともに車に乗っていた。これを狙った元米海兵隊員でソ連への亡命歴があるリー・ハーヴェイ・オズワルドは、テキサス教科書倉庫の6階からライフル銃（6.5×52mm弾カルカノM1938）を使用してケネディを射殺した。ケネディは背後から2発狙撃されて、1発目は喉を貫通、2発目は頭部に受けた。また、乗り合わせたコナリーも重傷となったほか、現場に居合わせたジェームズ・ターグは銃弾が当たって砕けた縁石の小片で顔に軽傷を負った。車はそのままパークランド記念病院へ急行したが、ケネディは午後1時に死亡が確認された。オズワルドはダラス警察に逮捕され、ケネディ大統領暗殺とダラス警察J・D・ティピット巡査殺害の容疑で訴追された。ティピット巡査はケネディ暗殺事件の約1時間後にオーク・クリフ地区の住宅街でオズワルドに射殺されていた。11月24日日曜日、身柄が郡刑務所へ移送される途中のオズワルドは、ダラス警察本部の地下でナイトクラブオーナーのジャック・ルビーに射殺された。ルビーはオズワルドに対する殺人の罪で有罪判決を受けたが、 再審を待っていた1967年に獄死した。
1964年9月、ウォーレン委員会はケネディとティピットの両名がオズワルドによって殺害されたこと、オズワルドは2件の殺人事件で単独犯であったこと、ルビーはオズワルド殺人事件の単独犯であったことを結論づけた。しかしながら1966年から2004年にかけて実施された世論調査では、調査対象となったアメリカ人のうち最大で80％の人々が、ケネディ大統領暗殺には陰謀や隠蔽工作があったと疑っており、陰謀論は今日まで続いている。

## 負傷した現職大統領

### ロナルド・レーガン

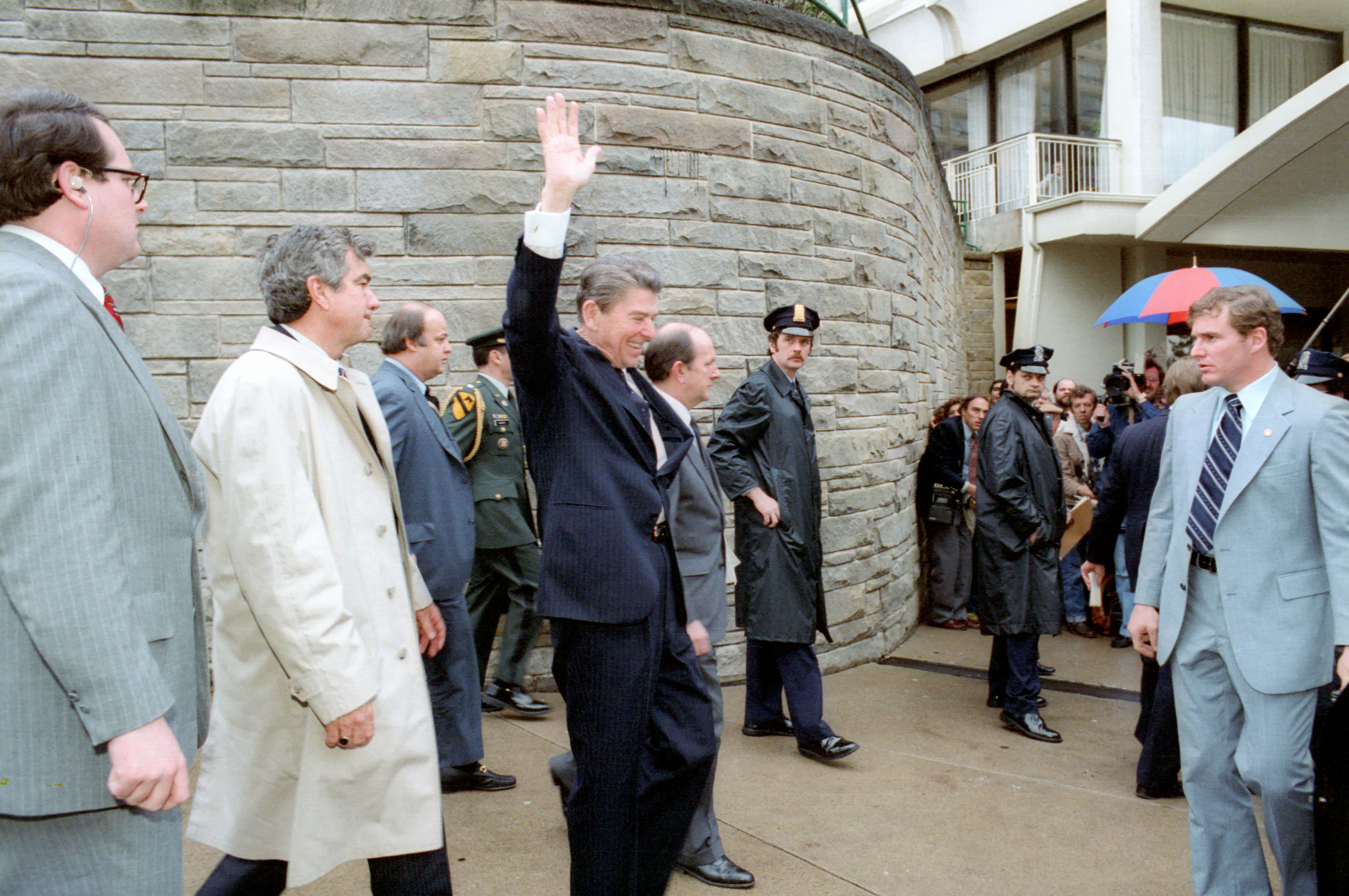
観衆に手を振るロナルド・レーガン大統領。この数秒後に銃撃される。

1981年3月30日、第40代大統領ロナルド・レーガンがワシントン・ヒルトンでの演説を終えて大統領専用車に乗りこもうとしたとき、テキサス工科大学生ジョン・ヒンクリーが回転式拳銃（レームRG14 .22LR、いわゆるサタデーナイトスペシャル）を用いて6発の銃弾を発射した。この襲撃でレーガンのほか、ホワイトハウス報道官のジェイムズ・ブレイディ、シークレットサービスのティム・マッカーシー、警察官のトーマス・デラハンティの計4人が負傷した。レーガンは専用車の側面で跳ね返った弾丸を左脇腹に受け、肋骨を骨折して肺に穴が開き、重度の内出血を負った。ジョージ・ワシントン大学病院へ搬送された時点で瀕死の状態だったが、容態が安定し緊急手術を受けた。レーガンは無事回復し、4月11日に退院した。ほかの3名も生還したが、ブレイディは脳の損傷により障害が残った。
ヒンクリーはその場で逮捕された。取り調べでヒンクリーは、女優のジョディ・フォスターへの偏執的な愛情から、自分の存在をフォスターに気づいてもらおうと大統領暗殺を企てたと語った。ヒンクリーは精神異常で無罪となり、施設に収容された。暗殺未遂事件から35年後、レーガンが死去して12年後の2016年9月10日、ヒンクリーは精神病院から退院した。

## 負傷した元大統領

### セオドア・ルーズベルト

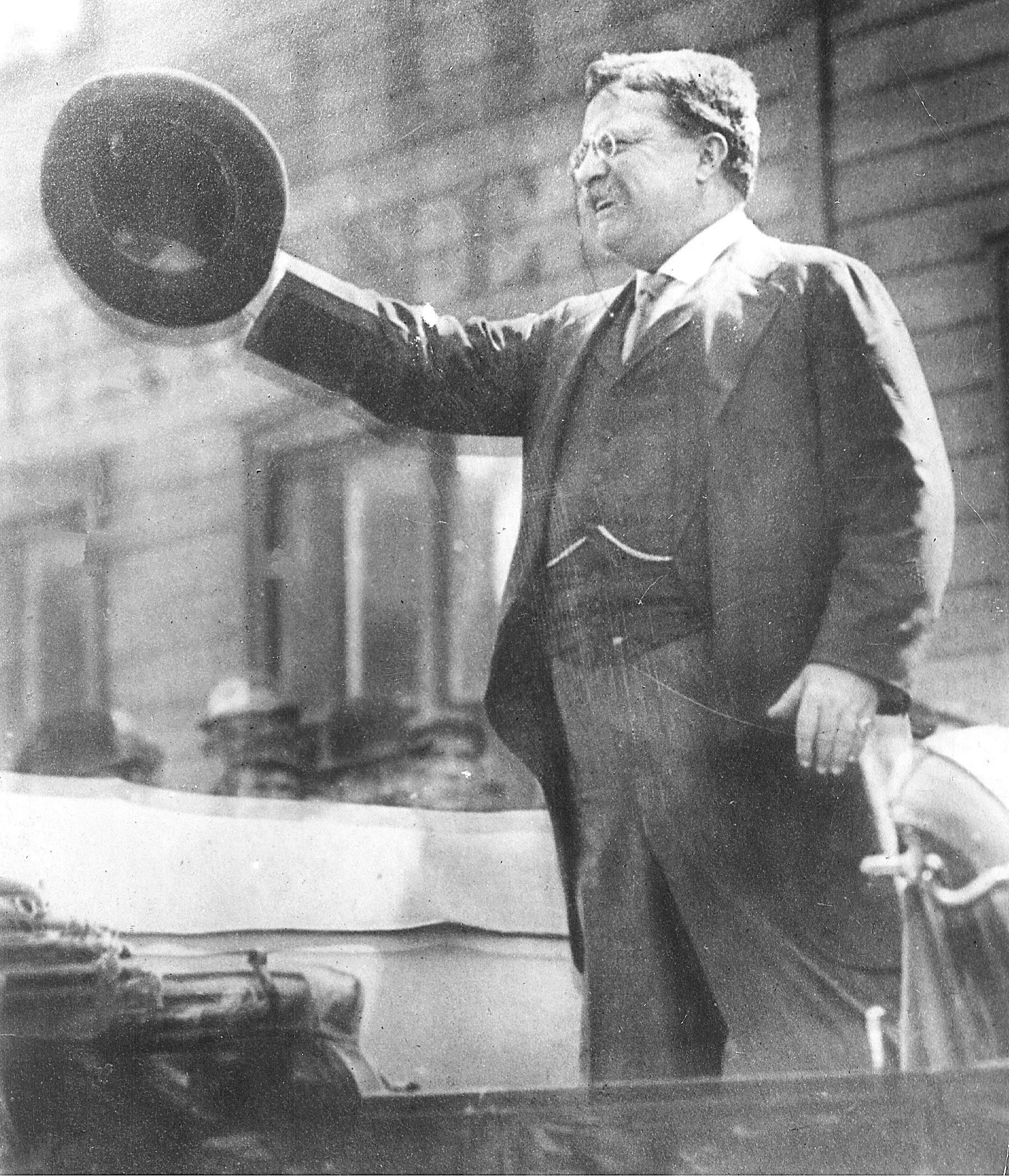
銃撃される直前、車に乗って演説するセオドア・ルーズベルト元大統領。

セオドア・ルーズベルト元大統領は、大統領を退任した3年後に進歩党から1912年の大統領選挙に出馬した。1912年10月14日、ウィスコンシン州ミルウォーキーでの選挙活動中、数週間にわたってルーズベルトを追跡していたニューヨーク出身の酒場経営者ジョン・シュランクが、38口径のコルト・ポリス・ポジティブ・スペシャルでルーズベルトの胸を1発撃った。ルーズベルトの胸ポケットには50ページの演説原稿が収められており、これに加えて金属製のメガネケースが弾丸の衝撃を吸収し、九死に一生を得た。シュランクの身柄はただちに確保された。ルーズベルトは群衆に自身の無事をアピールし、警察にはシュランクの身柄を保全するよう命じた。
ルーズベルトは解剖学やハンターの知識から、血を吐いていないため弾丸が肺に達していないと判断し、ただちに病院へ行くよう勧められたが断り、シャツに血が滲んだまま予定通り84分間の演説を行った。演説の冒頭では「お集まりの皆様、私が今撃たれたことにお気づきかどうか分かりませんが、ブル・ムースを倒すにはそれ以上の力が必要なのです」と語った。その後検査を受け、弾丸は胸筋で止まっていることが分かったが、医師は摘出するよりもそのままにしておく方が危険が少ないと判断した。このため、この弾丸は生涯にわたってルーズベルトの体内に残ったままであった。2週間の療養ののち選挙活動に復帰したルーズベルトであったが、最終的に民主党のウッドロウ・ウィルソンに敗れた。
シュランクは裁判にかけられ、「ウィリアム・マッキンリーが夢の中に現れ、ルーズベルトを殺すよう告げた」と主張した。シュランクは精神異常と判断され、1943年に死亡するまで施設に収容された。

### ドナルド・トランプ
2024年7月13日、ペンシルベニア州バトラー近郊で行われた選挙集会で、2024年大統領選挙における共和党の有力候補者であるドナルド・トランプ元大統領が演説中に右耳を撃たれて負傷した。トランプが演説を始めた直後、20歳のトーマス・マシュー・クルックスは演台から約400フィート (120 m)離れた屋上から、自動小銃AR-15を用いて8発の銃弾を発射した。この銃撃で集会に参加していた聴衆1名が死亡し、2名が重傷を負った。クルックスはその場でシークレットサービスの対襲撃部隊によって射殺された。
一部始終を撮影していた映像には、トランプが右耳を手で押さえながらその場にしゃがみ込み、シークレットサービスのエージェントがトランプを直ちに取り囲む様子が記録されていた。エージェントに助け起こされたトランプは耳や顔に血を流しながら立ち上がり、拳を振り上げて「Fight（戦え）！」と叫んだように見えた。AP通信のフォトジャーナリストであるエヴァン・ヴッチは、血まみれのトランプがアメリカ国旗を背景に拳を振り上げている写真を撮影した。この写真はソーシャルメディアで拡散され、事件を象徴する歴史的に重要な場面として広く賞賛された。トランプは病院で手当てを受け、その日のうちに退院した。

## 暗殺を企図された大統領

### アンドリュー・ジャクソン

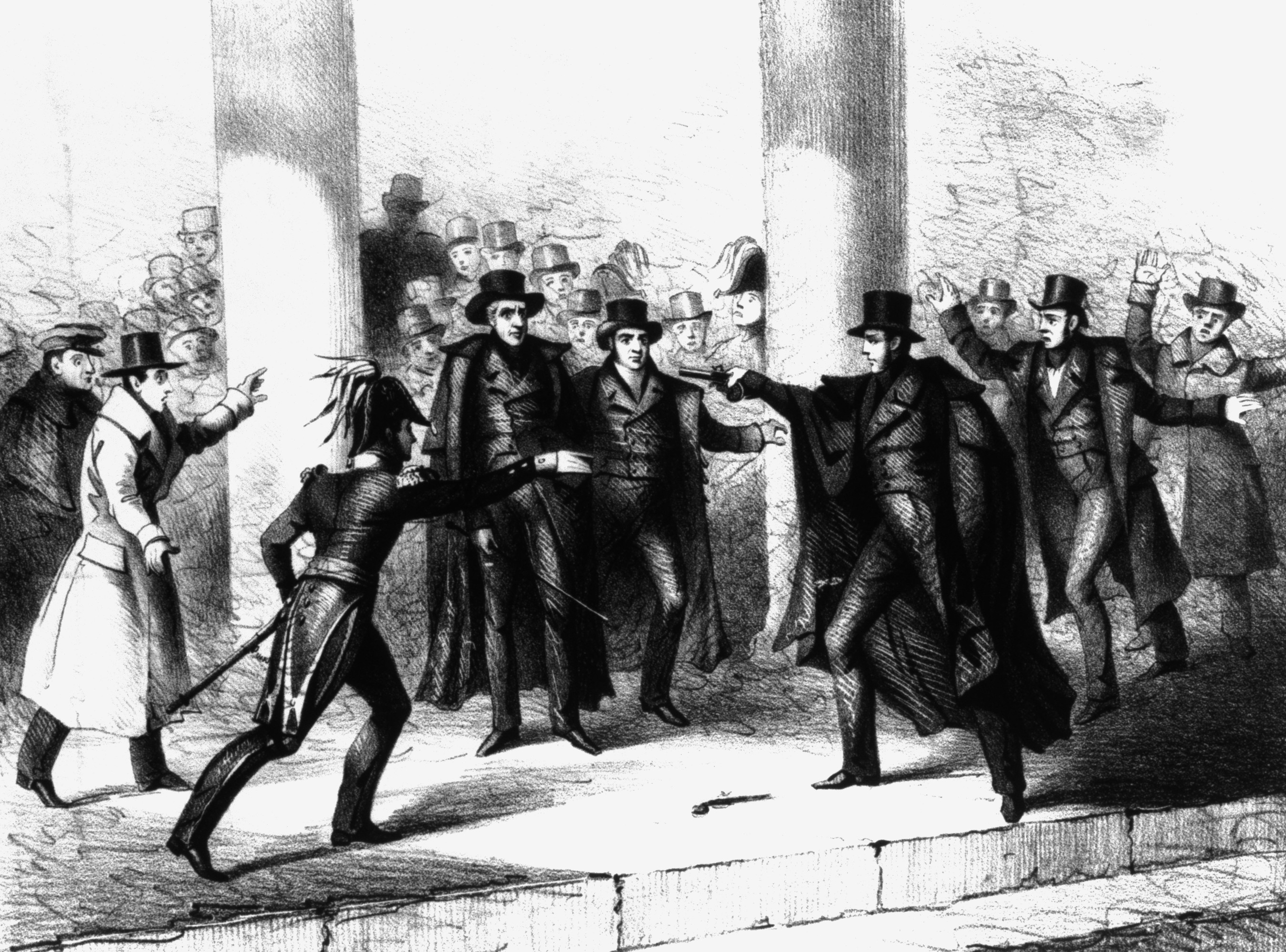
ジャクソン大統領を襲撃するリチャード・ローレンス。

- 1835年1月30日、議会議事堂のすぐ外で、塗装工リチャード・ローレンスが2丁の拳銃で第7代大統領アンドリュー・ジャクソンを撃とうとしたが、2丁とも不発だった。後にこの拳銃を試射してみたところ、どちらも正常に動作した。ローレンスはジャクソンに杖で激しく殴打されたのち、逮捕された。ローレンスは精神異常を理由に無罪となり、1861年に死亡するまで精神病院に収容され続けた[55]。

### エイブラハム・リンカーン
- 1861年2月23日、次期大統領エイブラハム・リンカーンは大統領就任式へ向かう途中、メリーランド州の南軍支持者による大統領暗殺の陰謀が噂されるボルチモアを通過した。ピンカートン探偵社はリンカーンの保護に重要な役割を果たした。学者たちは脅威が現実のものであったか議論しているが、リンカーンと顧問団は安全にボルチモアを通過できるよう行動していた。
- 1864年8月の夜遅く、リンカーンがホワイトハウスから北に3マイル（約5km）離れた「兵士の家（英語版）」という名の別荘へ向かって無防備に馬で移動していたところ、正体不明の狙撃手による銃撃を受け、1発のライフル弾がリンカーンの帽子を貫いた。午後11時近く、別荘敷地の門で任務にあたっていた第150ペンシルベニア歩兵連隊（英語版）ジョン・W・ニコルズはライフルの銃撃音を聞き、直後馬に乗って帽子を被らずこちらへやって来るリンカーンを目撃した。リンカーンは古くからの友人で忠実な護衛であるウォード・ラモン（英語版）に事情を説明した[56][57]。

### ウィリアム・タフト

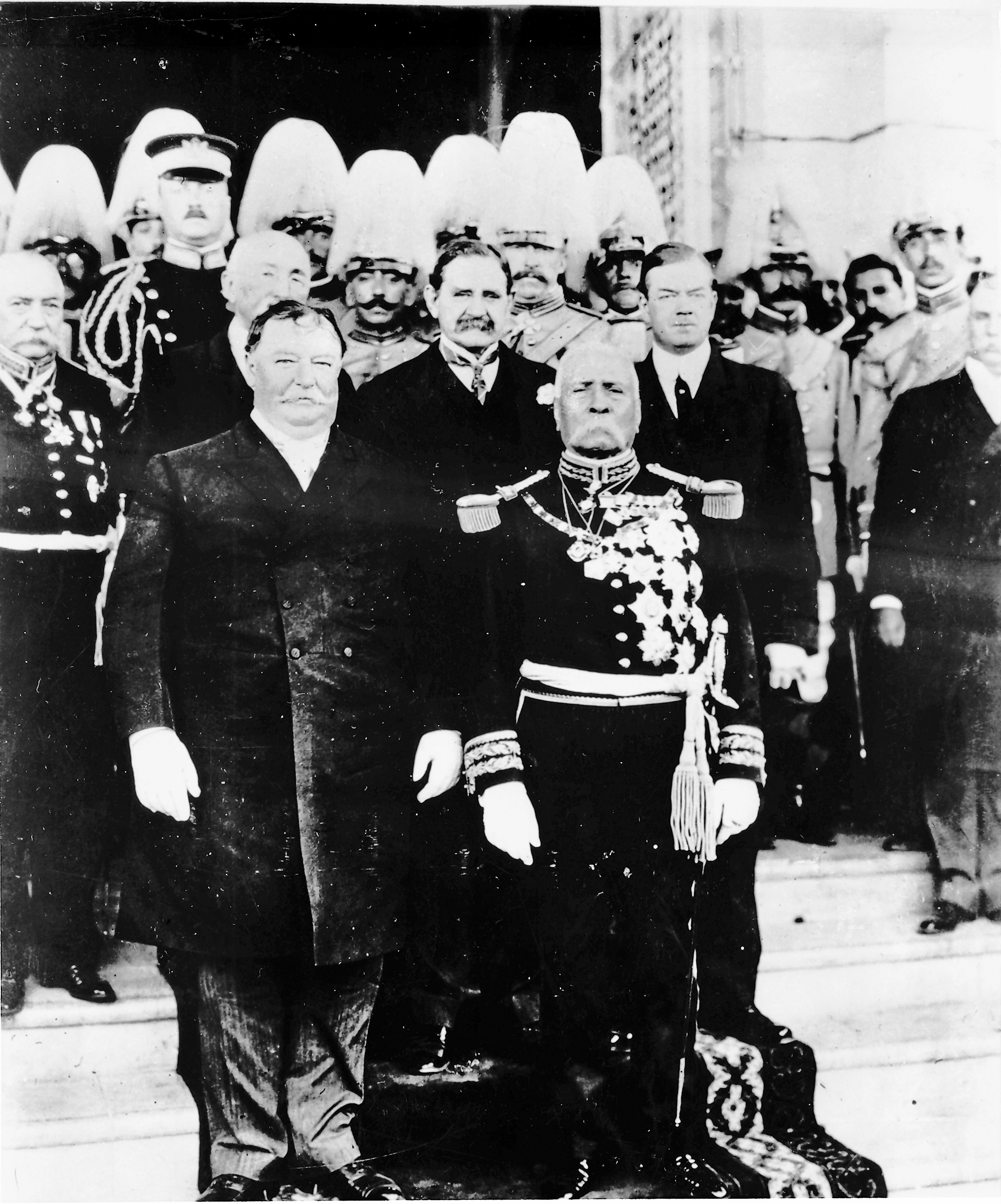
アメリカ大統領ウィリアム・タフトとメキシコ大統領ポルフィリオ・ディアスによる首脳会談。1909年10月16日、シウダー・フアレスにて。

- 1909年、第27代大統領ウィリアム・タフトとメキシコ大統領ポルフィリオ・ディアスは、テキサス州エルパソとメキシコのチワワ州シウダー・フアレスで首脳会談を計画した。実現すればアメリカ大統領とメキシコ大統領の初会談となり、アメリカ大統領がメキシコの地を踏む初めての機会となる予定であった[58]。ディアスは8期目を目指して大統領選に出馬する計画であり、アメリカの支持を取り付けるために会談を要請。タフトは当時メキシコに投資されていた数十億ドルのアメリカ資本を守るため、ディアスを支持することに同意した[59]。両国はエルパソとシウダー・フアレスの間にある紛争地帯チャミサルを、首脳会談中に国旗を掲げない中立地帯とすることで合意したが、この地域に注目が集まることで却って暗殺をはじめとした深刻な安全保障上の懸念が生じた[60]。このためテキサス・レンジャー、4000人の米軍およびメキシコ軍、シークレットサービス、FBI、連邦保安官局などが警備に動員された[61]。ジョン・ヘイズ・ハモンド（英語版）は、スカウトとして名高いフレデリック・ラッセル・バーナム（英語版）が率いる250人規模の民間警備隊を雇った。ハモンドはイェール大学時代からのタフトの親友であり、1908年の大統領選挙で副大統領候補となったこともある。また、ビジネスパートナーであるバーナムとともにメキシコで大規模な鉱山事業を営んでいた[62][63][64]。会談当日の10月16日、バーナムとテキサス・レンジャーのC・R・ムーアは、大統領一行の進路沿いにあるエルパソ商工会議所の建物で、握り鉄砲を隠し持っていた52歳のジュリアス・バーガーソンを発見した[65]。バーナムらは、タフトとディアスからわずか数フィート（約1メートル）以内のところでバーガーソンを捕らえ、武器を奪った[66][67]。
- 1910年、タフト大統領はマサチューセッツ州ミルベリー（英語版）在住でおばのデリア・トーリーを訪ねた。トーリーは後に、ボストンでの暗殺計画について話していた見知らぬ男について報告した。ウースター近郊から列車に乗る前、その男に脅されたトーリーは「新聞には何も載せたくない。さもなくば彼は私を殺しに戻ってくるだろう」と言った。トーリーの話は地元警察を通じてウースター警察やシークレットサービスへ伝えられたが、男は特定されなかった[68]。

### ハーバート・フーヴァー
- 1928年11月19日[69]、次期大統領ハーバート・フーヴァーは、中央アメリカと南アメリカの10カ国を巡る「親善旅行」に出発した[70]。チリからアンデス山脈を越えるところで、アルゼンチンの無政府主義者らによる暗殺計画が未然に防がれた。セベリーノ・ディ・ジョバンニ（英語版）率いるグループはパンパ平原を横切る列車を爆破する計画を立てていたが、爆弾をレールに仕掛ける前に逮捕された。フーヴァーは気にとめず、事件について書かれた新聞の一面を破り捨てて「（妻の）ルー（英語版）には見せない方がいいね」と語った[71]。アルゼンチンに対する彼の好意的な発言は、政府およびマスコミに好評を博した[72]。

### フランクリン・ルーズベルト

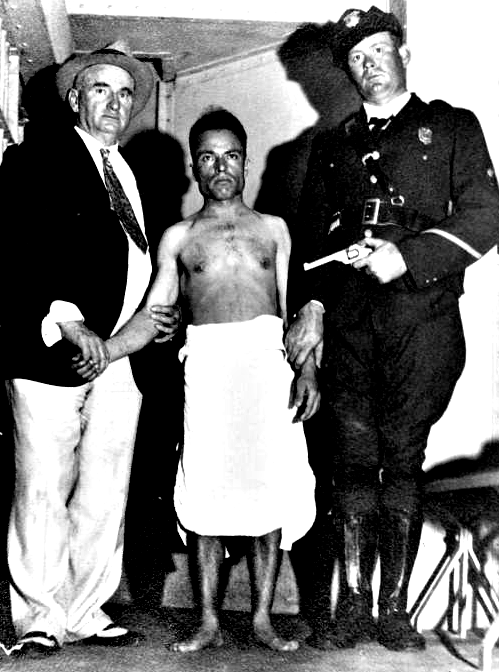
逮捕されたジュゼッペ・ザンガラ（中央）。

- 1933年2月15日、17日後に就任式を控える次期大統領フランクリン・ルーズベルトに対し、ジュゼッペ・ザンガラ（英語版）はフロリダ州マイアミで5発の銃弾を発射した。銃弾はルーズベルトには当たらなかったが、シカゴ市長アントン・セルマック（英語版）に致命傷を与え、ほか4名を負傷させた。ザンガラはセルマック殺害の容疑を認め、3月20日に電気椅子で処刑された。ザンガラの標的が誰であったのか定かではないが、次期大統領を狙っていたのだろうと多くの人が推測した。別の説では、犯行は投獄中のアル・カポネの指示によるもので、シカゴ・アウトフィットや組織犯罪への取り締まりを指揮していたセルマックこそが真の標的だったとしている[73][74]。
- 1943年、ソ連内務人民委員部は、テヘラン会談でルーズベルト、ウィンストン・チャーチル、ヨシフ・スターリンを暗殺するというナチスドイツ武装親衛隊の計画を発見したと主張した[75]。

### ハリー・S・トルーマン
- 1947年半ば、イギリス委任統治領パレスチナにおけるユダヤ人反乱の際、シオニスト武装組織レヒが第33代大統領ハリー・S・トルーマンとホワイトハウス高官に多数の郵便爆弾を送りつけたとされる。当時このことは公表されなかったが、トルーマンの娘マーガレット・トルーマンが1972年に出版したトルーマンの伝記の中で明らかになった。ただしこの内容は郵便室勤務だったアイラ・R・T・スミスが自身の回顧録で先に公表している。トルーマン大統領によると、同様の不審物がイギリス高官に送られてレヒが犯行声明を出した件について、イギリスの情報機関からシークレットサービスへ警告があったという。大統領宛の不審物はホワイトハウスの郵便室で止められ、シークレットサービスに処理された[76]。
- 1950年11月1日、プエルトリコの独立運動家オスカー・コラーゾ（英語版）とグリセリオ・トレソラ（英語版）の2人が、ホワイトハウスの大規模改装のためブレアハウスに住んでいたトルーマンを殺害しようとした。この襲撃で、トレソラはホワイトハウス警察隊のジョセフ・ダウンズを負傷させ、レスリー・コッフェルト（英語版）に致命傷を与えた。コッフェルトは反撃し、トレソラの頭部を撃ち抜いて射殺した。コラーゾは警察隊1名を負傷させたあと、腹部を撃たれる重傷を負ったが生き延びた。コッフェルトは4時間後に病院で死亡した。トルーマンは無事であったが、重大な危機にさらされた。コラーゾは裁判で死刑判決を受けたが、トルーマンはコラーゾに恩赦を与え終身刑へ減刑した。1979年にはジミー・カーター大統領により有期刑に減刑された[77]。

### ジョン・F・ケネディ
- 1960年12月11日、フロリダ州パームビーチで休暇を過ごしていた次期大統領ジョン・F・ケネディは、カトリックを憎む73歳の元郵便局員リチャード・ポール・パヴリックに命を脅やかされた。パヴリックはダイナマイトを積んだ1950年式ビュイックをケネディの車に衝突させるつもりであったが、ケネディが妻と娘に別れを告げる様子を見て考えを改めた[78]。その3日後、パヴリックは交通違反でシークレットサービスに止められ、車からダイナマイトが見つかったことから逮捕された。1961年1月27日、パヴリックはミズーリ州スプリングフィールドにあるアメリカ公衆衛生局の精神病院に収容され、7週間後にはケネディの暗殺を企てたとして起訴された。この告訴は、ダラスで起きたケネディ暗殺事件の10日後の1963年12月2日に取り下げられた[79]。連邦地裁判事のエメット・クレイ・チョート（英語版）はパヴリックが自身の行動の善悪が区別できていないと判断したが、彼を精神病院へ入院させた。連邦政府も1964年8月に告訴を取り下げ、パヴリックは1966年12月13日にニューハンプシャー州立病院から退院した[79][80][81]。パヴリックは1975年に88歳で死亡した。

### リチャード・ニクソン
- 1972年4月13日、アーサー・ブレマー（英語版）は、カナダのオタワで第37代大統領リチャード・ニクソンの車列を撃つため銃器を持っていったが、大統領の車が速すぎてうまく狙うことができなかった。翌日、ブレマーはセンター・ブロックの外にニクソンを見つけたが、ホテルの部屋から銃を持ち出す間にニクソンは姿を消していた[82]。1ヶ月後、ブレマーはアラバマ州知事ジョージ・ウォレスを銃撃し、重傷を負わせた。ウォレスは1998年に死去するまで下半身不随となった。この銃撃でほかに3人の負傷者が出た。ブレマーは35年間服役した[83][84]。
- 1974年2月22日、サミュエル・ビック（英語版）は民間の旅客機をホワイトハウスに衝突させてニクソンを殺害しようと計画した[85]。ビックはメリーランド州航空局（英語版）の警察官を殺害し、ボルチモア・ワシントン国際空港でDC-9をハイジャックしたが、手歯止めが付いたままでは離陸できないと言われた。パイロット2人を銃撃（うち1人は死亡）したが、チャールズ・”ブッチ”・トロイヤーという名の警官が飛行機のドアの窓からビックを撃った。負傷したビックは銃で自殺した。

### ジェラルド・R・フォード
- 1974年8月中旬、アルファベット爆弾魔として知られるテロリストのムハレム・クルベゴヴィッチ（英語版）は、ワシントンD.C.で就任10日目の第38代大統領ジェラルド・R・フォードに神経ガス爆弾を投げ込むという声明を出した[86]。ホワイトハウスの地下室で活動するCIA、シークレットサービスほか法執行機関は、その日のうちにクルベゴヴィッチを特定し、8月20日に逮捕した[87]。クルベゴヴィッチの最初の標的であった、判事や警察長官を狙った事件の裁判記録のテープからCIAが音声解析し、彼がユーゴスラビア出身であることを特定した[88]。
- 1975年9月5日、カリフォルニア州会議事堂北側の敷地で、チャールズ・マンソンの信奉者リネット・フロム（英語版）が、群衆の中でフォードが握手しようと手を伸ばしたところに、45口径コルトM1911を突きつけた。銃の弾倉には弾が4発入っていたが、薬室には入っていなかったため発砲できなかった。フロムはただちにシークレットサービスのラリー・ブエンドルフ（英語版）に拘束された。フロムは終身刑を宣告されたが、フォードが死去してから2年8ヶ月後の2009年8月14日に釈放された[89]。
- 1975年9月22日、フロムによる暗殺未遂事件からわずか17日後のカリフォルニア州サンフランシスコで、サラ・ジェーン・ムーアが40フィート（約12メートル）の距離からフォードを銃撃した[90]。群衆の1人オリヴァー・シップル（英語版）がムーアの腕を掴んだが、1発目の銃弾はフォードを外れて建物の壁に当たり、2発目はタクシー運転手ジョン・ルドウィグに命中し軽傷を負わせた[91]。ムーアは連邦裁判所で裁判にかけられ、終身刑を宣告された。30年以上服役したのち、フォードが死去して約1年後の2007年12月31日に連邦刑務所から仮釈放された。

1975年9月に立て続けに発生した2つの暗殺未遂事件は、実行犯がいずれも女性だった。アメリカ合衆国大統領暗殺を企てた既知の事案のうち、女性の実行犯はこの2件のみである。

### ジミー・カーター
- 1979年5月5日、オハイオ州出身で浮浪者のレイモンド・リー・ハーヴェイ（英語版）は、ロサンゼルスシヴィック・センターモールに設けられた第39代大統領ジミー・カーターの演説会場で、演説10分前に空砲が装填されたスターターピストルを所持していた容疑でシークレットサービスに逮捕された。ハーヴェイには精神疾患の既往歴があったが[92]、警察はハーヴェイの主張する大統領暗殺のための「4人組」作戦について捜査することになった[93]。ハーヴェイによると、前日の夜にホテルの屋上でスターターピストルから空砲を7発撃ち、音の大きさを確認したという。このとき、ハーヴェイが4人組の1人で「フリオ」と呼んでいた男と一緒にいたと供述した（この男は後に、メキシコ出身で不法移民である21歳のオスバルド・エスピノザ・オルティスと名乗る人物と特定されている）[92]。逮捕時、ハーヴェイはポケットに使用済みの銃弾8発と、未使用の銃用空砲70発を所持していた[94]。ハーヴェイは移民労働者であることを理由に5万ドルの保釈金で勾留された。オルティスは重要参考人であるため10万ドルの保釈金で勾留されているとか[92]、車上荒らしの罪で5万ドルの保釈金で勾留されているなどと報じられた[94]。2人に対する告訴は最終的に証拠不十分で却下された[95]。
- ジョン・ヒンクリーは、カーターが2期目を目指した1980年の大統領選挙の運動中に銃撃することを考えたが思いとどまった。その後、1981年3月にロナルド・レーガン大統領の暗殺を謀った[96][97]。

### ジョージ・H・W・ブッシュ
- 1993年4月13日、クウェート当局とFBIの捜査によると[98]、イラク大統領サッダーム・フセインの指示で動いているとみられる14人のクウェート人とイラク人の男らがクウェートに爆弾を密輸し、大統領を退任して3ヶ月経ったジョージ・H・W・ブッシュのクウェート大学訪問を狙って、車爆弾で暗殺する計画を立てていた[99]。ブッシュは湾岸戦争における連合軍のイラクに対する勝利を記念してクウェートを訪問していたが、クウェート当局は暗殺計画を阻止したと主張し、容疑者を逮捕した。当時ブッシュの他に妻バーバラと息子2人、元国務長官ジェイムズ・ベイカー、元首席補佐官ジョン・ヘンリー・スヌヌ、元財務長官ニコラス・ブレイディが同行していた。クウェート当局が逮捕した17人のうち、ワリ・アブデルハディ・ガザリとラード・アブデルアミール・アル・アサディの2人は、裁判で供述を撤回し、自白を強要されたと主張した[100]。裁判所は1人を除く全員に有罪判決を下した。ビル・クリントン大統領はこれを受けて、バグダードのマンスール地区にあるイラクの諜報機関の建物に巡航ミサイル攻撃を実施した。この陰謀は、2003年のイラク侵攻を承認したイラク決議（英語版）において、侵攻を正当化する理由の一つとして利用された。CIAのテロ対策センターの分析では、この暗殺計画はクウェート当局によるの捏造の可能性があると結論づけた[101]。しかし当時のFBIは、この計画がイラク情報局の指示によるものだと確認しており、CIAはフセインがアメリカへの報復、アメリカと協力したクウェートへの制裁、そして他のアラブ諸国による介入の牽制を目的とする暗殺計画を承認したことを示唆する情報を入手していた[102]。攻撃前日の4月12日、当時のアメリカ国連大使で、後の国務長官になるマデレーン・オルブライトは、国際社会の支持を得ることを期待して、イラクの陰謀の証拠を提示するため国連安全保障理事会へ赴いた。

### ビル・クリントン
- 1994年1月21日、退役軍人でフリーライターのロナルド・ジーン・バーバーは、ジョギング中の第42代大統領ビル・クリントンを殺害しようと計画した。しかし、ロシアを公式訪問していたクリントンに銃撃することなく、1週間後にフロリダに戻った[103]。バーバーには懲役5年の刑が言い渡され、1998年に釈放された。
- 1994年10月29日、フランシスコ・マーティン・デュラン（英語版）は、ホワイトハウスの北庭（ノース・ローン（英語版））を見下ろすフェンスから半自動小銃（7.62x39mm弾を装填した56式自動歩槍）を用いて少なくとも29発射撃した。デュランは庭にいる黒いスーツを着た男たちの中にクリントンがいると考えていたが、実際にはクリントンは屋内にいた。観光客のハリー・ラコスキー、ケン・デービス、ロバート・ヘインズの3人は、デュランが誰かを傷つける前に体当たりして阻止した。ポケットから遺書が見つかったデュランは、懲役40年の刑が言い渡された[104][105]。
- 1994年11月、ウサーマ・ビン・ラーディンは、前年に起きた世界貿易センター爆破事件の首謀者ラムジ・ユセフを雇い、クリントン暗殺を企てた。しかし、ユセフは大統領の警備が厳重であることから、標的を教皇ヨハネ・パウロ2世に変更した（ボジンカ計画）[106]。
- 1996年11月24日、アジア太平洋経済協力会議に出席するため、開催地のフィリピン・マニラを訪問中のクリントンが乗った車列は、橋を渡る直前にルートを変更した。シークレットサービスの職員が、攻撃が差し迫っていることを示唆するメッセージを傍受し、後のシークレットサービス長官ルイス・メルレッティ（英語版）がルート変更を命じた。その後、諜報員のチームが橋の下で爆弾を発見した。アメリカの調査によると、「事件の黒幕はアフガニスタン在住でサウジアラビア人テロリストのウサーマ・ビン・ラーディンであることが明らかになった」とされる[107]。
- 2018年10月、ニューヨーク州チャパクアの自宅に、クリントンの妻ヒラリー宛てのパイプ爆弾入り小包が届き、シークレットサービスに押収された。この小包はバラク・オバマ前大統領を含む民主党指導者らに、同じ週に送られたいくつかの小包のうちの1つだった[108]。小包が押収されたとき、クリントンはチャパクアの自宅におり、ヒラリーは2018年の中間選挙で民主党の選挙活動のためフロリダにいた[109]。DNA鑑定の結果、小包はフロリダ在住のセザール・サヨックによって送られたことが判明し、サヨックは小包が押収された2日後に逮捕された[110]。検察はサヨックに終身刑を求刑したが、判事は懲役20年を言い渡した[111]。

### ジョージ・W・ブッシュ
- 2005年5月10日、ジョージアのトビリシにある自由広場で第43代大統領ジョージ・W・ブッシュが演説をしているとき、ウラジミール・アルチュニアン（英語版）が演壇に向かって手榴弾（ソ連製RGD-5）を投げた。手榴弾のピンは引かれていたが、赤いタータン柄のハンカチがきつく巻かれていたため安全レバーが外れず爆発しなかった[112]。逃亡したアルチュニアンは7月になって逮捕された。逮捕中には内務省職員を殺害している。2006年1月に有罪判決を受け、終身刑が言い渡された[113][114]。
- 2022年5月24日、オハイオ州コロンバス在住のイラク人シハブ・アハメド・シハブ・シハブは、FBIに情報提供した数人の人物との会話から得られた情報に基づき、ブッシュ元大統領暗殺計画への関与の疑いで逮捕された[115]。彼はまた、移民犯罪を犯し、計画支援のためにメキシコからイラク人同胞を密入国させる計画を立てていたと告発された。さらに情報提供者に対し、過激派組織ISILの元メンバーと直接のつながりがあり、その中にはISIL元指導者アブー・バクル・アル＝バグダーディーや元財務責任者なども存在し、後者からコロンバスの自動車販売店を通じて資金洗浄を行うつもりだったと述べている。2月、シハブと情報提供者は偵察のため、テキサス州ダラスのブッシュ邸とジョージ・W・ブッシュ大統領図書館を訪問していた。2020年9月にはシハブが偽の身分証で不法入国していた。シハブはイラク侵攻後の2003年から2006年にかけて、イラクのテロリストと共謀して多くのアメリカ兵を殺害したと主張した。暗殺計画の動機は、イラク戦争に対する怒りだったと述べた[116]。

### バラク・オバマ
- 2008年12月、キャンプ・レジューンに駐留していた20歳のアメリカ海兵隊員コディ・レイ・ブリッティンガムは、「国内外のあらゆる敵から国を守る」という誓いを立てたと記した、署名入りの「趣意書」の中で、ブリッティンガムは次期大統領バラク・オバマを「国内の敵」と呼び、暗殺計画の標的とした[117]。宿舎が捜索され、白人至上主義の資料が記された日記が発見された[118]。2010年6月、ブリッティンガムに懲役100ヶ月の刑が言い渡された[119]。
- 2009年4月、トルコのイスタンブールで開かれた第2回文明の同盟フォーラムで、偽造されたアルジャジーラの記者証を所持していたシリア出身の男が見つかり、オバマ暗殺計画が発覚した。男はトルコの治安当局に対し、ナイフでオバマを殺害するという計画の詳細を供述した。また、共犯者が3人いたと主張した[120]。
- 2011年11月、21歳のオスカー・ラミロ・オルテガ＝エルナンデスは、陰謀論と宗教的過激思想に影響されて、オバマの暗殺を企てた。故郷のアイダホ州からやって来たオルテガ＝エルナンデスは、ホワイトハウスに半自動小銃で数発の弾丸を撃ち込んだ。この銃撃で負傷者は出ず、ホワイトハウスの窓ガラスが割れた[121]。オルテガ＝エルナンデスは懲役25年の判決を受けた[122]。
- 2011年から2012年にかけて暗躍した極右テロリスト集団FEAR（英語版）は、オバマ暗殺を含む一連のテロ攻撃を計画した[123]。この計画は、FEARのメンバー4人が殺人容疑で逮捕され、そのうちの1人マイケル・バーネットが司法取引に応じたことで阻止された[124]。
- 2012年10月、コロラド州ウェストミンスターの精神障害者ミッチェル・キューシックが、同州ボルダーで選挙活動中のオバマをショットガンで殺害するつもりだったとセラピストに告白し、逮捕された[125]。
- 2013年4月、有毒物質リシンが混入した手紙を送るという新たな企てが実行された[126]。
- 2013年6月、ニューヨーク州ゴールウェイ（英語版）のグレンダン・スコット・クロフォードと同州ハドソン（英語版）のエリック・フェイトという名の2人の白人至上主義者が、自家製の「放射線銃」と称する装置を使用してムスリムのアメリカ人やイスラエルの敵と見なされる人々を殺害しようと計画したため逮捕された。クロフォードは「電灯にヒロシマを搭載した」などと供述した[127]。後に、クロフォードがこの装置をオバマほか数名の標的に対して使用することを示唆したことが明らかとなった[128]。
- 2018年10月、パイプ爆弾が入った小包がワシントンD.C.にあるオバマの自宅に送られた。小包はシークレットサービスによって押収された[129][130]。

### ドナルド・トランプ
- 2017年9月6日、ノースダコタ州ビスマーク出身の42歳グレゴリー・リー・レインガンは、同州マンダン（英語版）で開かれた支持者の集会に参加していた第45代大統領ドナルド・トランプの暗殺を企てた。レインガンは製油所からフォークリフトを盗み、大統領の車列へ向かって運転した。フォークリフトが動かなくなると徒歩で逃走したが、追跡していた警察に逮捕された。取り調べでレインガンは、盗んだフォークリフトで大統領専用車をひっくり返してトランプを殺害する意図があったことを認めた。当局は単なる車両窃盗と考えていたため、この供述に驚いた。レインガンは大統領暗殺未遂、フォークリフトの窃盗とその関連容疑、その他当日に犯した数件の犯罪について罪を認めた。その結果レインガンには懲役20年の刑が言い渡されたが、弁護士は「深刻な精神的危機」を指摘した[131][132]。
- 2017年11月、名前が明かされていない過激派組織ISIL関係者の男が、ASEAN首脳会議に出席したトランプを暗殺しようとしたとして、リサール公園でフィリピン国家警察（英語版）に逮捕された。事件の1週間前にシークレットサービスは、フィリピン国内でISILの思想が浸透していて、ソーシャルメディア上で大統領に対する脅迫が多数存在していることから、トランプへの計画的な襲撃を疑っていた。トランプの乗った飛行機が着陸する前、シークレットサービスはソーシャルメディア上でトランプを殺害すると脅迫した男の情報を把握し、すぐにテロリストを追跡して逮捕した。政府は1年間の沈黙ののち、この事件をテレビドキュメンタリーとして公表した[133][134]。
- 2024年9月15日午後、アメリカ南部フロリダ州のゴルフ場でゴルフをしていたところ、トランプの向かう先で警戒に当たっていたシークレットサービスの隊員が、フェンスからライフルの銃身が突き出ているのを確認した。隊員はトランプを保護する目的で茂みにいた男に向けて発砲した。男は車に乗って逃走したが、まもなく拘束された。また犯行時に使用したライフルは押収された[135][136]。

### ジョー・バイデン
- 2023年5月23日、ミズーリ州チェスターフィールド出身の19歳サイ・バーシス・カンドゥラが、レンタカーのトラックでホワイトハウスの防護柵に突っ込んだ。トラックからはナチスの旗が見つかった。警察の取り調べに対し、カンドゥラは第三帝国の思想に共鳴し、第46代大統領ジョー・バイデンを殺害して権力を掌握することが目的であったと供述した[137]。

## 暗殺説がある大統領

### ザカリー・テイラー
1850年7月9日、第12代大統領ザカリー・テイラーはコレラと考えられる病気で死亡した。7月4日の独立記念日の祝賀会でサクランボと牛乳を食した後に発症したとされている。テイラーの死後すぐに、これは奴隷制支持派の南部人による毒殺だという話が広まり、21世紀になっても噂されている。1991年にテイラーの遺体から採取されたサンプルに中性子放射化分析が実施され、ヒ素濃度が低いことから毒殺説は否定された。政治学者マイケル・パレンティは、テイラーの死に関する従来の説明に疑問を投げかけている。パレンティは法医学者へのインタビューや報告書に基づき、この分析手法には根本的な誤りがあったと主張している。

### ウォレン・ハーディング
1923年6月、第29代大統領ウォレン・ハーディングは、「理解の航海」と称する全国遊説へ出発した。この旅程でハーディングはアラスカを訪問した最初の大統領となった。この頃ワシントンD.C.ではハーディング政権の腐敗の噂が広まり、内閣による違法行為の詳細が記されたメッセージを受け取ったハーディングは深い衝撃を受けた。7月末、アラスカからカナダ・ブリティッシュコロンビアを南下中のハーディングは、重度の食中毒と思われる症状に陥った。ワシントン州シアトルにあるワシントン大学スタジアムで大勢の観衆を前にスピーチをしたのが、生涯最後の演説となった。オレゴン州ポートランドで予定されていた演説はキャンセルされ、列車は南のサンフランシスコへ向かった。パレスホテルに到着するとハーディングは肺炎を発症し、8月2日午後7時35分、ホテルの部屋で心筋梗塞か脳卒中により死亡した。当日、ニューヨーク・タイムズに掲載された公式発表では、「死因は脳卒中」とされた。ハーディングが体調を崩してからちょうど一週間の出来事だった。
海軍医らはハーディングが心筋梗塞を起こしたと推測した一方、ハーディング夫妻の主治医でホメオパスの軍医チャールズ・ソーヤーは賛同しなかった。ハーディングの妻フローレンスは検死に拒否したため、ハーディングの不貞行為を理由としたフローレンスによる陰謀ではないかという憶測が広まった。アマチュア歴史家で口上手のガストン・ミーンズは自身の著書で、ハーディングの死を取り巻く状況から毒殺されたのではないかという疑惑が生じたと記している。個人的にも政治的にもハーディングと関係のあった多くの人々は、ミーンズの「ハーディングは弾劾間近だ」という主張によって面目を潰され、その死を歓迎しただろう。